# Jianbing-3 1
Jianbing-3 1 – prawdopodobnie chiński wojskowy satelita rozpoznawczy, wysłany pod pozorem cywilnego satelity telemetrycznego o nazwie Zi Yuan 2 (po chińsku, "zasoby"), i pierwszy chiński satelita rozpoznawczy zdolny do wykonywania zdjęć o dużej rozdzielczości.
Według oficjalnych komunikatów chińskiej rządowej agencji prasowej Xinhua, statek miał służyć mapowaniu terenu, planowaniu przestrzennemu, monitoringowi zbiorów i klęsk żywiołowych, podobnie jak satelita Zi Yuan 1, z tym, że ZY-1 wystrzelono na orbitę o znacznie większej wysokości. Służby wywiadowcze Stanów Zjednoczonych doniosły, że satelita ma użytek wyłącznie wojskowy - ma m.in. obserwować ruchy wojsk amerykańskich i tajwańskich. Uważa się, że przyrządy statku są zdolne do wykonywania zdjęć z rozdzielczością 2 m lub mniejszą. Satelitę zaprojektowała i wykonała Chińska Akademia Technik Kosmicznych. Nie wiadomo, czy jest to konstrukcja zupełnie nowa (na co wskazują doniesienia o lepszych przyrządach i systemie pozycjonowania statku na orbicie), czy też wykorzystano platformę oficjalnego poprzednika satelity, statku Zi Yuan 1.
W październiku 2000 chińscy naukowcy zaprzeczyli jakoby ZY-2 był misją wojskową. Powiedzieli, że to satelita telemetryczny wyposażony w kamery CCD i podczerwone zdolne do obserwacji z rozdzielczością od kilkunastu metrów do kilometra.